# リザ・テツナー

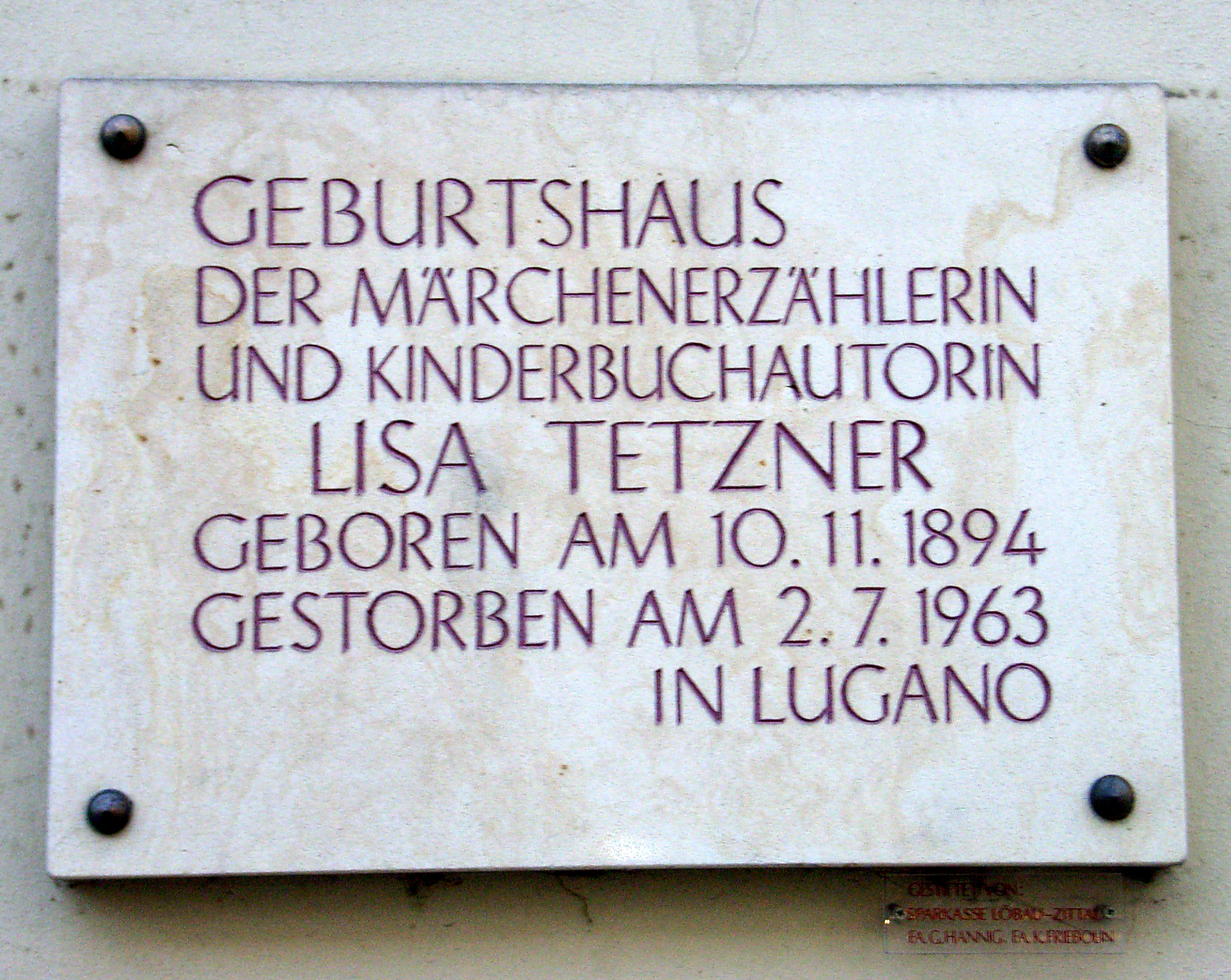
ツィッタウにある彼女の出生地を記した銘板

リザ・テツナー（Lisa Tetzner、1894年11月10日、ザクセン州ツィッタウ - 1963年7月2日、ルガーノ）は、ドイツ生まれのスイスの児童文学作家であり、おとぎ話の作品で知られている。
11歳のときに病気により障害者となる。24歳のときにオイゲン・ディートリヒの青少年運動（de:Jugendbewegung）に参加し、童話の口演活動を始める。1924年にユダヤ系で共産主義者のクルト・ヘルトと結婚する。結婚後はクルトからの影響も受け、社会問題を扱った子供向けの作品も書くようになる。1927年からはベルリンでラジオの児童番組のキャスターを担当する。1933年にナチスから逃れるためスイスに亡命する。
1937年からバーゼルの州立教師養成大学でスピーチトレーニングの講師として働く（1955年まで）。1938年にドイツ国籍が剥奪され、1948年にスイス国籍を取得した。

## 作品について
彼女の著書『黒い兄弟』は1941年に出版された。スイス政府は、戦時中のドイツ政府を敵に回す可能性を恐れて彼女の作品を検閲した。その後、彼女の「社会主義おとぎ話」は東ドイツで人気を博した。
彼女の最も有名な作品の1つは、夫との共作として書かれた『67番地の子どもたち』シリーズである。全9巻で、ベルリンのアパートメント67番地で暮らした2人の少年と1人の少女の1931年から1947年にかけての体験を物語っている。
アメリカ合衆国では『Hans Sees The World』（de:Hans Urian oder Die Geschichte einer Weltreise）が人気だった。これは彼女のオリジナルのドイツ語からの翻訳で、1934年にコヴィチ＝フリーデから出版された。
日本では『黒い兄弟』が1995年に『ロミオの青い空』のタイトルでテレビアニメ化され、世界名作劇場シリーズの第21作目として放映された。

## 日本語に翻訳された作品
- テツナー『チロルの夏休み』山口四郎訳、あかね書房〈あかね文庫〉、1960年、全国書誌番号:45014689
- テッツナー「二少年の秘密」植田敏郎訳（『少年少女世界文学全集22 -ドイツ編5』講談社、1962年、全国書誌番号:45031345に収録）
- テッツナー「67番地の子どもたち」塩谷太郎訳（『少年少女新世界文学全集17 ドイツ現代編』講談社、1963年、全国書誌番号:45035734に収録）
- L.テツナー『自由への長い旅』塩谷太郎訳、岩崎書店〈岩崎少年文庫〉、1972年、全国書誌番号:45008305
- L.テッナー『シンデレラ・ガール』塩谷太郎訳、金の星社〈文学の扉〉、1984年、ISBN 4323009011
- L.テッツナー『メルヒェン12カ月』1月篇-12月篇、飯豊道男訳、未來社、1987-1988年
- リザ・テツナー『黒い兄弟 ジョルジョの長い旅』酒寄進一訳、福武書店〈Best choice〉、1988年、ISBN 4828813411
- リザ・テツナー『黒い兄弟』上下巻、酒寄進一訳、福武書店〈福武文庫〉、1995年、上巻 ISBN 4828857087、下巻 ISBN 4828857095
- リザ・テツナー『黒い兄弟』上下巻、酒寄進一訳、あすなろ書房、2002年、上巻 ISBN 4751521241、下巻 ISBN 475152125X
- リザ・テツナー『黒い兄弟』上下巻、酒寄進一訳、あすなろ書房、2021年、上巻 ISBN 978-4751530719、下巻 ISBN 978-4751530726
- リザ・テツナー「六十七番地の子どもたち」酒寄進一訳（『小学館世界J文学館』小学館、2022年、ISBN 978-4092893078に収録）